# أق كمر سفلي
أق كمر سفلي (بالفارسية: آق‌کمر سفلی) هي قرية تقع في قسم بالابند الريفي (مقاطعة فريمان) في إيران. يقدر عدد سكانها بـ 431 نسمة.